# Alfredo Keil
Pour les articles homonymes, voir Keil.
Alfredo Cristiano Keil (né le 3 juillet 1850 à Lisbonne – mort le 4 octobre 1907 à Hambourg) est un compositeur, peintre et collectionneur portugais d'œuvres d'art. Il est né de parents d’origine allemande tous deux nés au Portugal. En 1891, il compose l’hymne national du Portugal, A Portuguesa.
En peinture, il a été l’élève de Wilhelm von Kaulbach à Nuremberg.
L’architecte Francisco Keil do Amaral était son petit-fils.

## Œuvres musicales
Opéras
- D. Branca (1883)
- Irene (1893)
- Serrana (1899)

## Galerie photographique

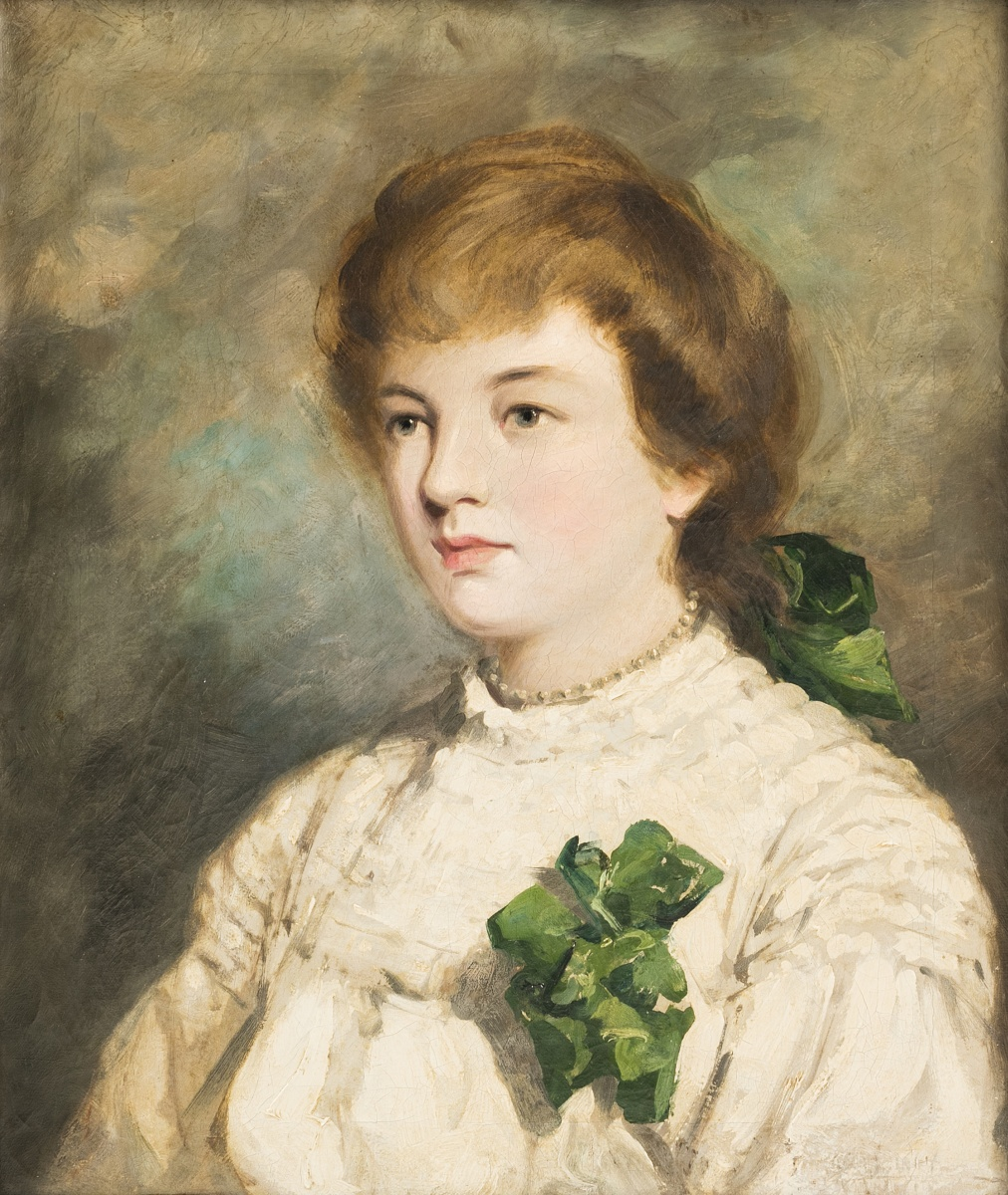
Portrait
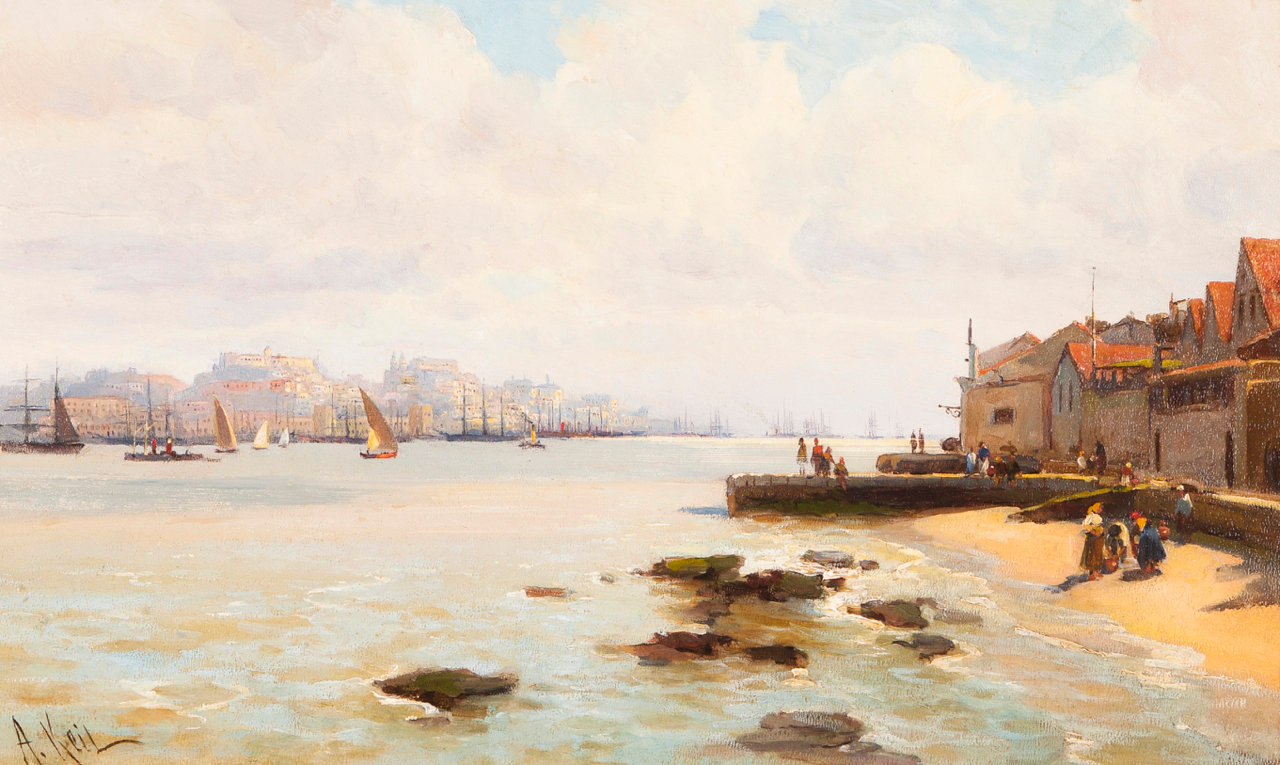
Lisboa vista do Ginjal
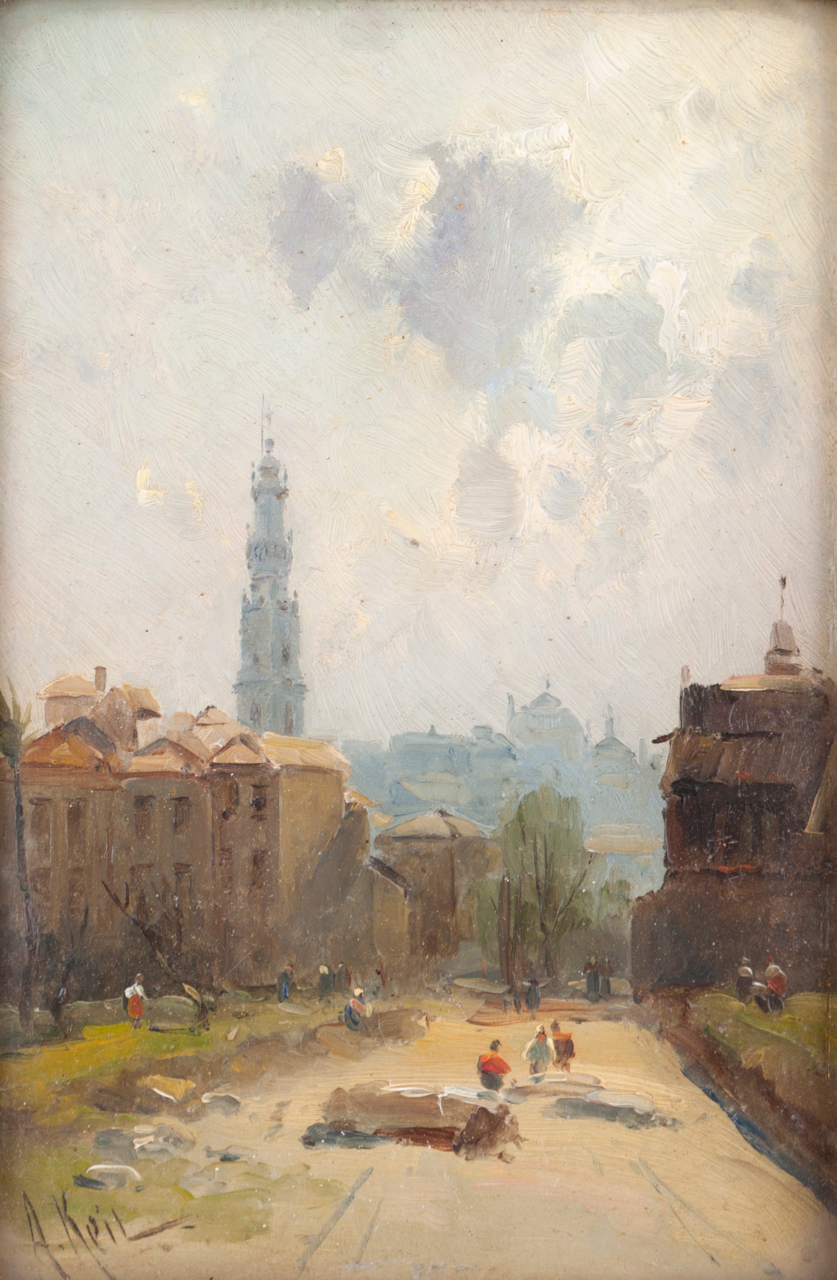
Vista do Porto
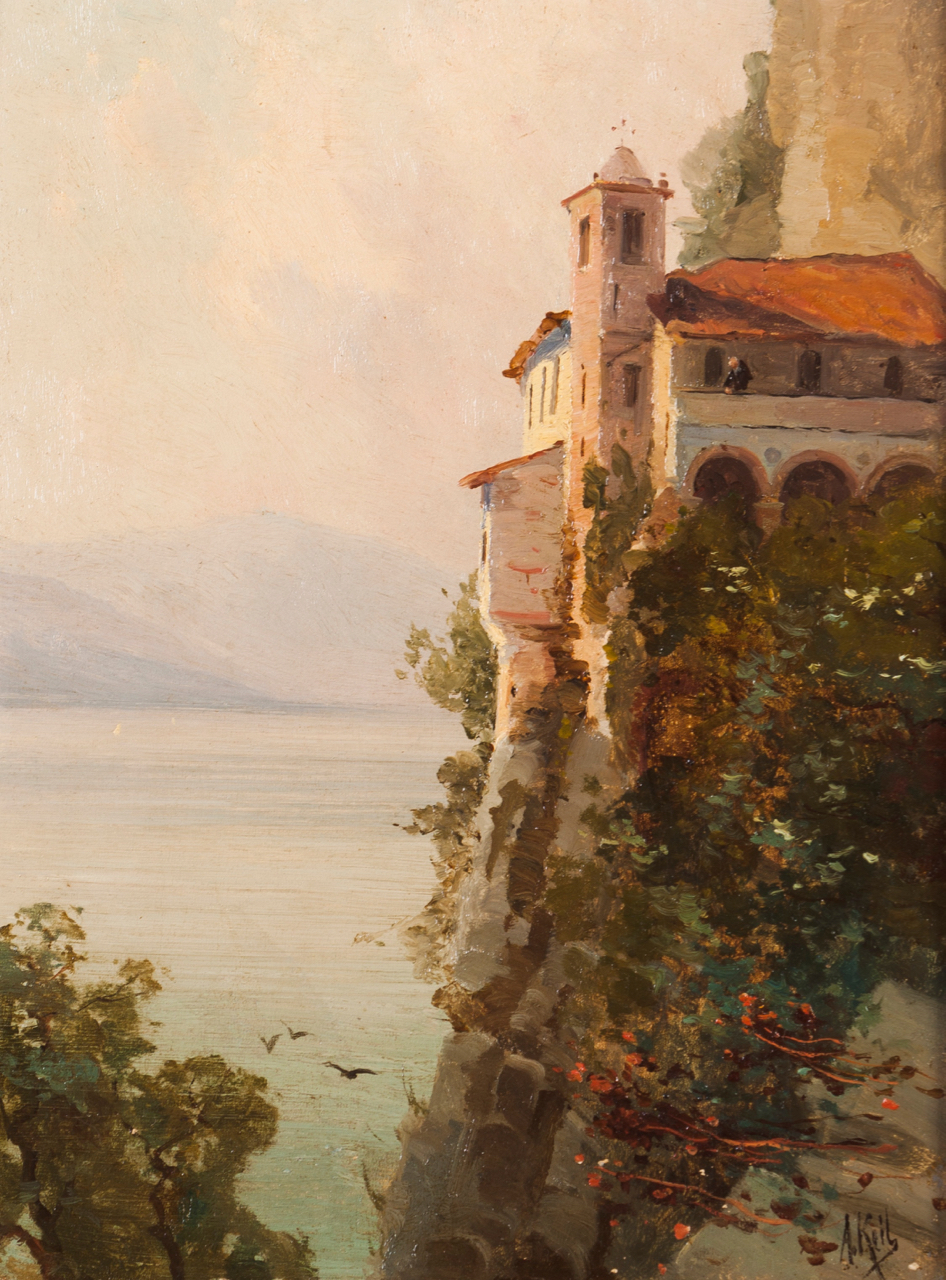
Couvent de Saint Catherine au Lac Majeur (1888)
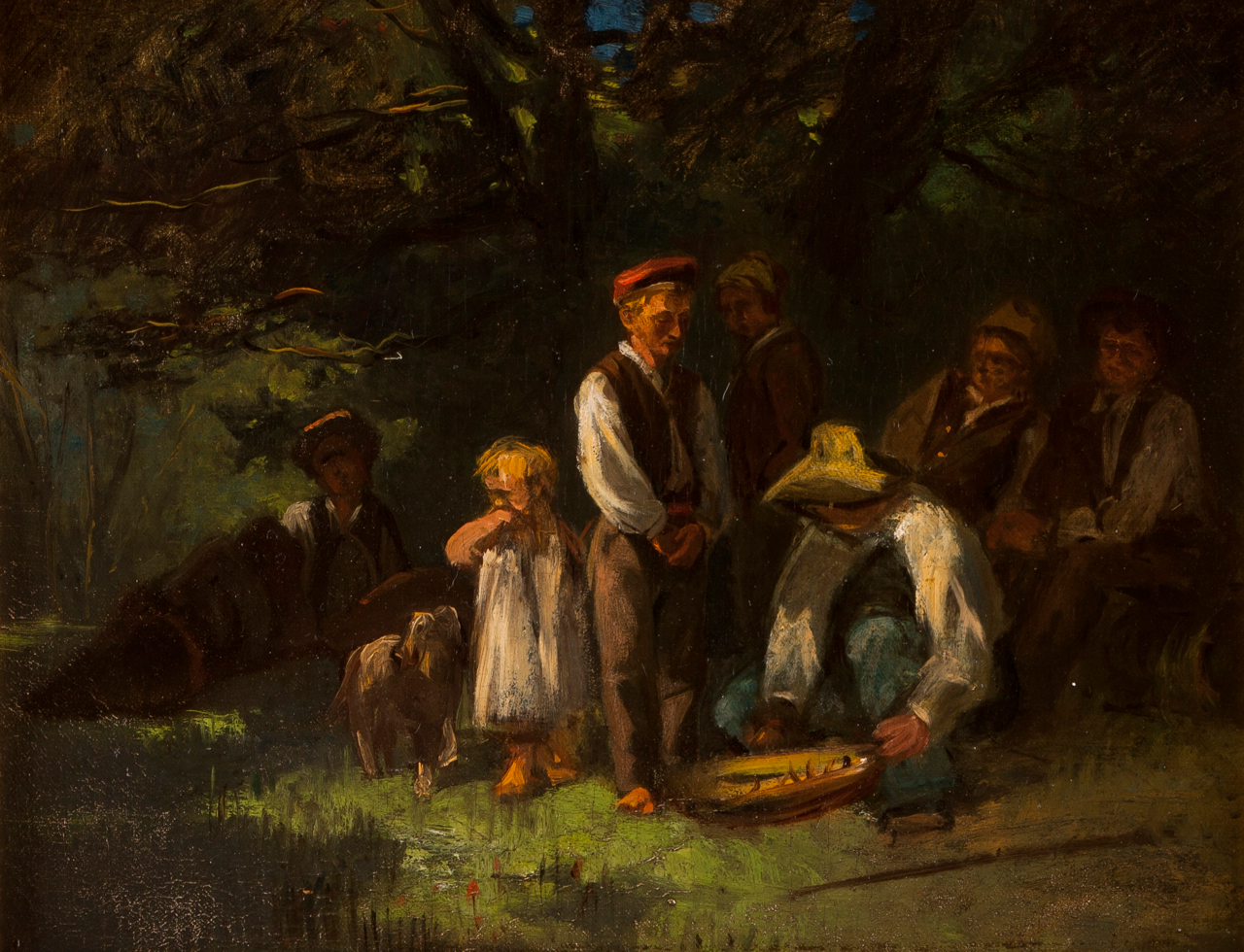
Paisagem com figuras
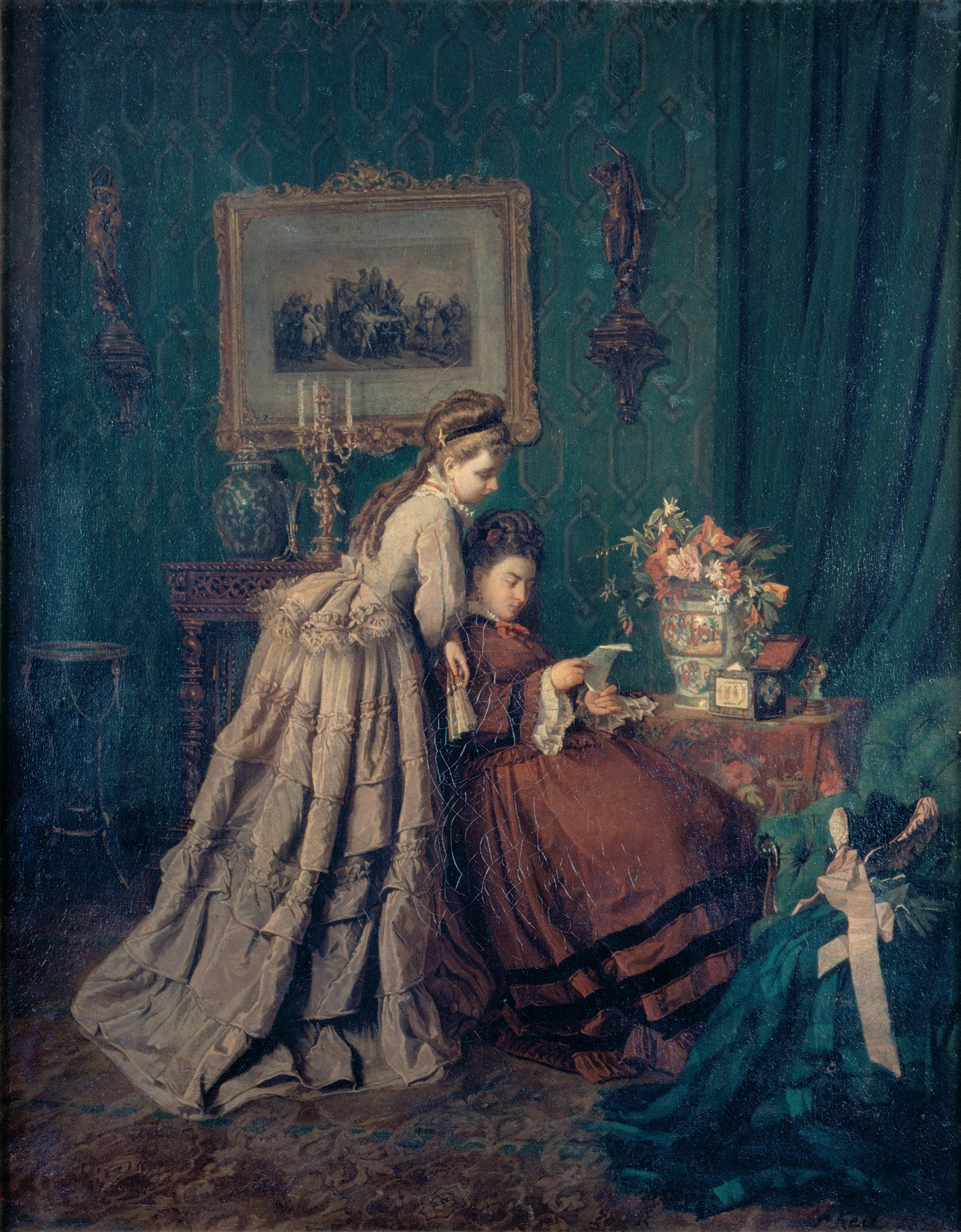
Leitura de uma carta (1874)
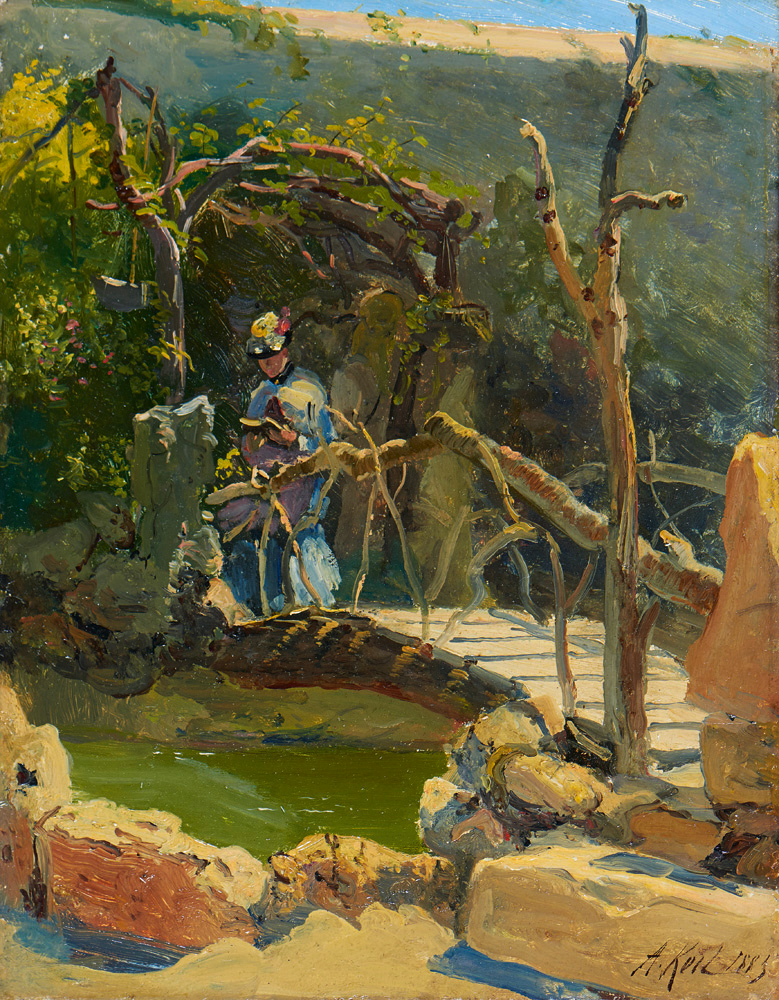
Óleo sobre madeira (1885)